# Marian Okólski
Marian Okólski (ur. 23 kwietnia 1889 w Szumsku, zm. 3 listopada 1970 w Warszawie) – katolicki prezbiter, kanonik honorowy Kapituły Katedralnej w Płocku.

## Życiorys
Syn Jana i Eufrozyny z Malanowiczów. Szkołę średnią ukończył w Częstochowie. Święcenia kapłańskie przyjął 23 czerwca 1912 w bazylice katedralnej płockiej z rąk bpa Antoniego Juliana Nowowiejskiego. Był wikariuszem przy katedrze płockiej, prefektem w gimnazjum i seminarium pedagogicznym w Płocku, proboszczem w parafiach Zielona Ciechanowska (1918–1920), Zagroba (1920–1928), Bielsk (1928–1932), dziekanem dekanatu bielskiego, proboszczem i dziekanem w Sierpcu, diecezjalnym dyrektorem Akcji Eucharystycznej (1926–1931). Wydał podręcznik adoracyjny Dwanaście godzin adoracji Najświętszego Sakramentu. Od 1923 piastował godność Szambelana Jego Świątobliwości.
W początkach okupacji hitlerowskiej został uwięziony przez Niemców w Sierpcu. Po uwolnieniu 15 listopada 1939 wyjechał do Generalnego Gubernatorstwa. Przebywał na terenie diecezji kieleckiej i w Warszawie. Po wojnie pełnił funkcję proboszcza i dziekana w parafiach: Gąbin (1945–1948), Przasnysz (1948–1959) i Płońsk. W Przasnyszu odremontował zabytkową farę, zorganizował sale katechetyczne i mieszkanie dla wikariuszy, w Rostkowie ożywił kult św. Stanisława Kostki. W 1966 przeszedł na emeryturę. Zamieszkał na plebanii płońskiej jako rezydent.
Zmarł w warszawskim szpitalu, gdzie udał się na leczenie. Pochowany został na cmentarzu Powązkowskim w Warszawie (kwatera 315a-3-28).

## Ordery i odznaczenia
- Złoty Krzyż Zasługi (10 czerwca 1931)[2]